# The Lakes
The Lakes è un singolo della cantante statunitense Taylor Swift, pubblicato il 24 luglio 2021, estratto dall'edizione deluxe dell'ottavo album in studio Folklore.

## Descrizione

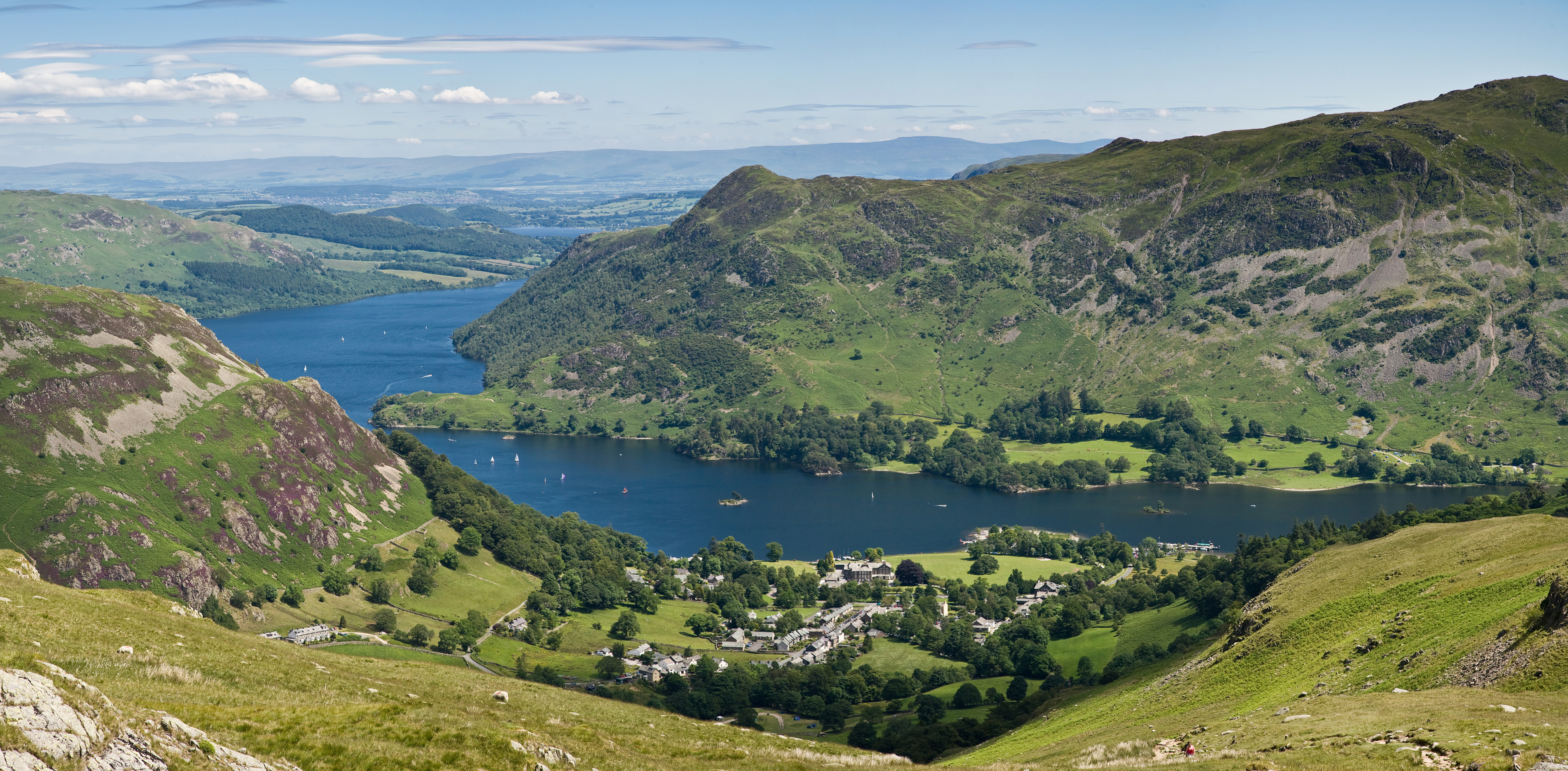
Il villaggio di Glenridding e l'Ullswater, il secondo lago per estensione del Lake District, luogo che ha ispirato la canzone.

Il brano rappresenta l'unica bonus track delle edizioni speciali del disco. Sia il titolo che il ritornello fanno riferimento a Windermere e al Lake District, uno dei centri di diffusione del romanticismo nel Regno Unito. Il testo del brano è una lettera d'amore che Swift dedica al suo ex ragazzo, Joe Alwyn, e fa riferimento a come la coppia abbia mantenuto la loro relazione privata, associando la loro privacy alla solitudine del luogo romantico. La loro relazione viene rappresentata come una rosa rossa cresciuta in un terreno ghiacciato: è un riferimento tanto ai fiori citati in Call It What You Want, richiamando le relazioni del passato, quanto alla tendenza del poeta William Wordsworth – citato proprio all'interno del brano – di fare riferimento ai fiori nelle sue poesie.

## Promozione
The Lakes è stato distribuito come download digitale e in streaming il 24 luglio 2021. Un'edizione 7" che include la versione in studio e quella denominata "originale" è stata pubblicata il 23 aprile 2022 in occasione dell'annuale Record Store Day.

## Tracce
Testi e musiche di Taylor Swift e Jack Antonoff.
Download digitale
1. The Lakes (Original Version) – 3:47

7"
- Lato A

1. The Lakes (Album Version) – 3:31

- Lato B

1. The Lakes (Original Version) – 3:47

## Formazione
Musicisti
- Taylor Swift – voce
- Jack Antonoff – batteria, percussioni, programmazione, chitarra elettrica, tastiera, pianoforte, cori
- Evan Smith – sassofono, clarinetto, flauto traverso, tastiera, basso
- Bobby Hawk – strumenti ad arco

Produzione
- Jack Antonoff – produzione, registrazione ai Rough Customer Studio
- Taylor Swift – produzione
- Laura Sisk – registrazione ai Kitty Committee Studio
- Jonathan Low – missaggio
- Randy Merrill – mastering
- Mike Williams – registrazione strumenti ad arco
- John Gautier – registrazione strumenti ad arco

## Classifiche
| Classifica (2020-22) | Posizione massima |
| -------------------- | ----------------- |
| Irlanda              | 52                |
| Regno Unito          | 88                |
| Stati Uniti          | 118               |